# USS LST-730
O USS LST-730 foi um navio de guerra norte-americano da classe LST que operou durante a Segunda Guerra Mundial.